# Velîkoboiarka, Bârzula
Velîkoboiarka (în ucraineană Великобоярка) este un sat în comuna Ananiev din raionul Bârzula, regiunea Odesa, Ucraina.

## Demografie
Componența lingvistică a localității Velîkoboiarka
     Ucraineană (96,46%)
     Română (2,53%)
     Alte limbi (0,76%)
Conform recensământului din 2001, majoritatea populației localității Velîkoboiarka era vorbitoare de ucraineană (96,46%), existând în minoritate și vorbitori de română (2,53%).